# Takifugu
Takifugu is een geslacht vissen uit de familie kogelvissen (Tetraodontidae).
De vissen worden over de hele wereld aangetroffen van 45° Noorderbreedte tot 45° Zuiderbreedte, voornamelijk in zout water. Ze eten voornamelijk algen, weekdieren, ongewervelden en soms ook kreeftachtigen. De vissen verdedigen zich door hun lichaam tot een paar keer de normale omvang op te blazen en hun belagers te vergiftigen.
De vis is extreem giftig, maar desondanks toch een delicatesse in de Japanse keuken. De vis bevat dodelijke hoeveelheden tetrodotoxine in de organen, met name de lever en de eierstokken, maar ook in de huid en de teelballen. Om die reden mogen alleen speciaal opgeleide koks de vis klaarmaken en verkopen aan consumenten. Het eten van de lever en de eierstokken is uiteraard verboden. Vanwege de kleine hoeveelheden gif in de overige delen van de vis geeft het eten ervan een gewenste sensatie op de tong. Er sterven elk jaar enkele personen aan het eten van vissen van dit geslacht.

## Soorten
Van dit geslacht zijn de volgende soorten bekend:

Geslacht Takifugu
- Takifugu alboplumbeus (Richardson, 1845)
- Takifugu bimaculatus (Richardson, 1845)
- Takifugu chinensis (Abe, 1949)
- Takifugu chrysops (Hilgendorf, 1879)
- Takifugu coronoidus Ni & Li, 1992
- Takifugu exascurus (Jordan & Snyder, 1901)
- Takifugu flavidus (Li, Wang & Wang in Cheng et al., 1975)
- Takifugu niphobles (Jordan & Snyder, 1901)
- Takifugu oblongus (Bloch, 1786)
- Takifugu obscurus (Abe, 1949)
- Takifugu ocellatus (Linnaeus, 1758)
- Takifugu orbimaculatus Kuang, Li & Liang, 1984
- Takifugu pardalis (Temminck & Schlegel, 1850)
- Takifugu plagiocellatus Li, 2002
- Takifugu poecilonotus (Temminck & Schlegel, 1850)
- Takifugu porphyreus (Temminck & Schlegel, 1850)
- Takifugu pseudommus (Chu, 1935)
- Takifugu radiatus (Abe, 1947)
- Takifugu reticularis (Tien, Cheng & Wang in Cheng et al., 1975)
- Takifugu rubripes (Temminck & Schlegel, 1850)
- Takifugu snyderi (Abe, 1988)
- Takifugu stictonotus (Temminck & Schlegel, 1850)
- Takifugu variomaculatus Li & Kuang, 2002
- Takifugu vermicularis (Temminck & Schlegel, 1850)
- Takifugu xanthopterus (Temminck & Schlegel, 1850)

## Referentie
1. ↑  Takifugu volgens ITIS